# Vitbukig minivett
Vitbukig minivett (Pericrocotus erythropygius) är en fågel i familjen gråfåglar som förekommer i Indien.

## Utseende
Vitbukig minivett är en 15-16,5 cm lång minivett med en färgteckning som påminner om en svarthakad buskskvätta. Hanen har svart huvud och ovansida, medan undersidan är vit med en orange fläck på bröstet. Honan är brun ovan och vit under. Båda könen har en vit vingfläck och orangefärgad övergump.

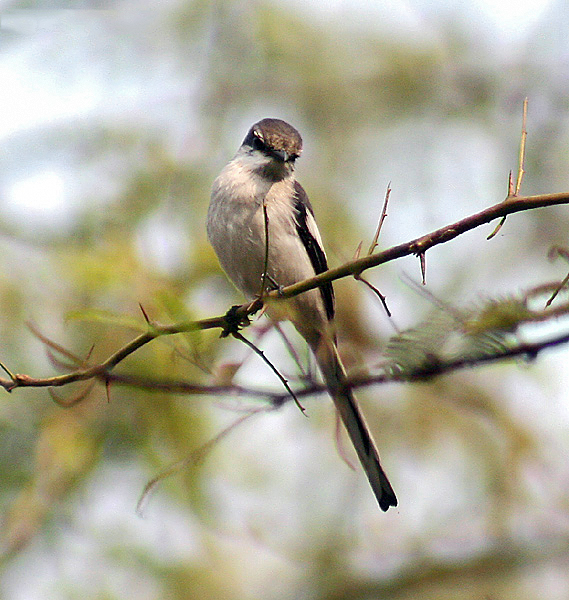
Hona.

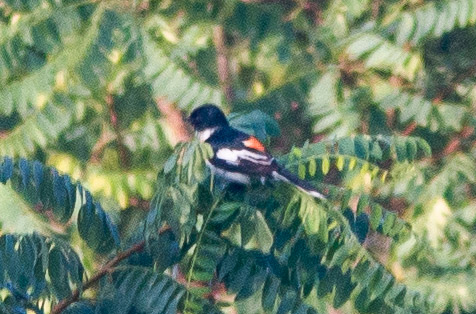
Hane.

Liknande östligare burmaminivetten (tidigare behandlad som en underart, se nedan) är hos hanen vit på panna, huvudsidor och strupe samt har ett vitt ögonbrynsstreck, medan den orangefärgade bröstfläcken är ljusare. Hos honan sträcker sig det vita från bröstet bak mot nacken och bildar ett vitt halsband.

## Utbredning och systematik
Vitbukig minivett förekommer i Indien (Punjab och Rajasthan till Bihar och Mysore). Den behandlas som monotypisk, det vill säga att den inte delas in i några underarter. Burmaminivett behandlades tidigare som underart till vitbukig minivett och vissa gör det fortfarande.

## Status och hot
Arten har ett stort utbredningsområde och en stor population med stabil utveckling och tros inte vara utsatt för något substantiellt hot. Utifrån dessa kriterier kategoriserar internationella naturvårdsunionen IUCN arten som livskraftig (LC).